# Battlement Mesa
Battlement Mesa és una concentració de població designada pel cens dels Estats Units a l'estat de Colorado. Segons el cens del 2000 tenia 3.497 habitants.

## Demografia
Segons el cens del 2000, Battlement Mesa tenia 3.497 habitants, 1.476 habitatges, i 1.031 famílies. La densitat de població era de 167,3 habitants per km².
Dels 1.476 habitatges en un 27,2% hi vivien nens de menys de 18 anys, en un 60,6% hi vivien parelles casades, en un 6,6% dones solteres, i en un 30,1% no eren unitats familiars. En el 24,9% dels habitatges hi vivien persones soles el 12,8% de les quals corresponia a persones de 65 anys o més que vivien soles. El nombre mitjà de persones vivint en cada habitatge era de 2,35 i el nombre mitjà de persones que vivien en cada família era de 2,79.
Per edats la població es repartia de la següent manera: un 23,6% tenia menys de 18 anys, un 6,9% entre 18 i 24, un 25% entre 25 i 44, un 20% de 45 a 60 i un 24,5% 65 anys o més.
L'edat mediana era de 40 anys. Per cada 100 dones de 18 o més anys hi havia 92,5 homes.
La renda mediana per habitatge era de 36.680 $ i la renda mediana per família de 42.331 $. Els homes tenien una renda mediana de 31.924 $ mentre que les dones 21.798 $. La renda per capita de la població era de 18.653 $. Entorn del 3,2% de les famílies i el 6% de la població estaven per davall del llindar de pobresa.

## Poblacions més properes
El següent diagrama mostra les poblacions més properes.